# Iván Raña
Iván Raña Fuentes (Ordes, 10 giugno 1979) è un triatleta spagnolo.

## Carriera

### Esordi e primi riconoscimenti
Si mette in mostra sin da giovanissimo ai campionati mondiali del 1996 - categoria Junior B - di Cleveland arrivando quarto assoluto a pochi secondi dal podio.
L'anno successivo ulteriori conferme arrivano ai mondiali di Perth, stavolta categoria Junior, dove arriva sempre quarto assoluto. Mondiali vinti dal promettente triatleta ucraino Andriy Glushchenko.
Nel 1998 si classifica sesto ai mondiali junior di Losanna, vinti dall'inglese Tim Don con un tempo di 1:59:09.
La svolta importante si ha nel 1999 a Funchal, dove si laurea campione europeo di triathlon per la categoria Junior davanti al connazionale Raul Cordoba e al tedesco Christian Weimer.
Nello stesso anno partecipa ai mondiali Junior di Montreal, conquistando la medaglia di bronzo.

### La consacrazione nell'Élite mondiale
Raña ha partecipato alle prime olimpiadi di triathlon, le Olimpiadi di Sydney del 2000, arrivando quinto al traguardo con un tempo complessivo di 1:49:10.88.
Nel 2001 è arrivato secondo al Campionato Europeo di triathlon di Karlovy Vary, battuto allo sprint finale dal ceco Filip Ospalý. Ha completato il podio il triatleta olandese Erik van der Linden. Nello stesso anno 2001 arriva quarto ai mondiali di Edmonton, a 26" dal vincitore Peter Robertson e a pochi secondi dal secondo, Chris Hill, e dal terzo classificato, Craig Watson. Si laurea, tuttavia, campione del mondo di aquathlon nella stessa Edmonton.
Nel 2002 ha vinto il titolo mondiale di triathlon, il titolo europeo e quello nazionale. La sua vittoria al campionato del mondo di Cancún, Messico - con il tempo di 1:50:40 - è stata la prima medaglia d'oro della Spagna ai campionati mondiali di triathlon. Sul podio, oltre a Iván Raña, l'australiano Peter Robertson e l'inglese Andrew Johns. La vittoria nel Campionato Europeo di triathlon di Gyor, invece, è avvenuta ai danni del ceco Filip Ospalý, medaglia d'argento, e del tedesco Maik Petzold, bronzo. Il tempo finale fatto registrare da Iván Raña in gara è stato di 1:47:46.
Nel 2003 è arrivato secondo, vincendo la medaglia d'argento, ai campionati del mondo di triathlon di Queenstown, in Nuova Zelanda, dietro il triathleta australiano Peter Robertson, neocampione, e davanti all'atleta svizzero Olivier Marceau. Nello stesso anno ha vinto per la seconda volta consecutiva, con un tempo di 1:56:08, il Campionato Europeo di triathlon, che si è tenuto a Karlovy Vary. A farne le spese ancora i cechi Filip Ospalý, secondo classificato a 10" da Raña, e Martin Krňávek, terzo a 29" dall'atleta spagnolo.
Nel 2004 ai campionati del mondo di Madeira, Raña è arrivato secondo a meno di un secondo dal neozelandese Bevan Docherty, davanti al triathleta kazako Dmitriy Gaag (bronzo), mentre alle Olimpiadi di Atene del 2004 si è classificato al 23º posto con un tempo complessivo di 1:55:44.27. Le olimpiadi hanno visto vincere il triatleta neozelandese Hamish Carter con un tempo di 1:51:07.73.
È giunto quinto alle Olimpiadi di Pechino del 2008, con un'ottima frazione a piedi che tuttavia non gli ha consentito di salire sul podio. A dicembre dello stesso anno ha siglato un accordo di un anno con la squadra professionistica di ciclismo Xacobeo-Galicia, ma ha ancora l'intenzione di competere nel triathlon, ed in particolare alle Olimpiadi di Londra del 2012.

### Le Olimpiadi
Sydney 2000: Le prime olimpiadi vedono Iván Raña tra i protagonisti nella frazione finale - la corsa - che è quella in cui si giocano le medaglie. Infatti, nonostante il francese Marceau insieme al sudafricano Stolz abbiano concluso la frazione in bici con 1' di vantaggio sugli inseguitori, parte da dietro nell'ultima frazione una rincorsa ai primi da parte dei triatleti che andranno a medaglia (Whitfield, Vuckovic e Řehula) insieme al kazako Gaag e a Raña. I cinque faranno registrare i migliori parziali di giornata nella frazione a piedi. Raña arriva 5º assoluto.
Atene 2004: Iván Raña si presenta ad Atene come uno dei favoriti per la vittoria finale, se non come il favorito nº 1. Tanto è che il Re di Spagna Juan Carlos non ha voluto perdere la gara, certo di un risultato finale positivo per la Spagna del triatleta della Galizia. La gara sarà più dura del previsto, la selezione vera viene fatta nel percorso in bicicletta da quelli che saranno, poi, i triatleti che andranno a podio (Carter, Docherty e Riederer). Raña rimasto attardato nella seconda frazione non andrà oltre ad un 23º posto, pagando più del previsto la durezza del percorso.
Pechino 2008: Il favorito dei giochi è il connazionale di Iván nonché il campione del mondo Javier Gómez. La gara vede l'arrivo in zona cambio del lussemburghese Dirk Bockel e del belga Axel Zeebroek con quasi un minuto su tutto il gruppo dei partecipanti. Iván, grazie alla sua esperienza e al suo talento, si ritrova tra i protagonisti di giornata, sferrando un attacco nella corsa che non sortisce gli effetti desiderati. Il gruppo ristretto di contendenti per le medaglie vede oltre allo spagnolo, il connazionale Gómez, il canadese Whitfield, il neozelandese Docherty ed il tedesco Frodeno. Sarà quest'ultimo a vincere sul rettilineo finale davanti al redivivo Whitfield e a Docherty.
Delusione amara per la Spagna che vede i suoi beniamini classificarsi rispettivamente 4° (Gómez) e 5º assoluto (Raña).

## Titoli
- Campione del mondo di triathlon (Élite) - 2002
- Campione del mondo di aquathlon (Élite) - 2001
- Campione europeo di triathlon (Élite) - 2002, 2003
- Campione europeo di triathlon (Junior) - 1999
- Campione spagnolo di triathlon (Élite) - 2001, 2002, 2004, 2007
- Ironman
  - Ironman Cozumel - 2012
  - Ironman Austria - 2014
- Ironman 70.3
  - Lanzarote - 2012

## Medaglie vinte
Triathlon
| Oro | Argento | Bronzo |   | Oro | Argento | Bronzo |   | Oro | Argento | Bronzo |   |
| 1   | 2       | 0      | 3 | 2   | 1       | 0      | 3 | 3   | 3       | 0      | 6 |

| Oro | Argento | Bronzo |   | Oro | Argento | Bronzo |   | Oro | Argento | Bronzo |   |
| 0   | 0       | 1      | 1 | 1   | 0       | 0      | 1 | 1   | 0       | 1      | 2 |

Aquathlon
| Oro | Argento | Bronzo |   |
| 1   | 0       | 0      | 1 |

## Curiosità
- È soprannominato "El soldado" (il soldato).